# Flamingo roz
Flamingo roz (Phoenicopterus roseus) este cea mai răspândită și mai mare specie din familia flamingo. Poate fi întâlnită în Africa, subcontinentul indian, Orientul Mijlociu și în sudul Europei.

## Taxonomie
Marele flamingo a fost descris de Peter Simon Pallas în 1811. Anterior se credea că este aceeași specie ca și flamingo american (Phoenicopterus ruber), dar din cauza diferențelor de culoare ale capului, gâtului, corpului și ciocului, cei doi flamingo sunt acum cel mai frecvent considerate specii separate. Marele flamingo nu are subspecii.

## Descriere
Marele flamingo este cea mai mare specie existentă de flamingo, având o înălțime medie de 1,1–1,5 metri și cântărind 2–4 kg. Cei mai mari flamingo masculi înregistrați au avut 1,87 metri înălțime și 4,5 kg.
Cea mai mare parte a penajului este alb-roz, dar acoperitoarele aripilor sunt roșii, iar penele de zbor primare și secundare sunt negre. Ciocul este roz cu vârful negru, iar picioarele sunt în întregime roz. Sunetul scos este asemănător cu cel de gâscă.
Puii sunt acoperiți cu puf cenușiu pufos. Flamingii subadulti sunt mai palizi, cu picioare întunecate. Adulții care hrănesc puii devin și ei mai palizi, dar păstrează picioarele roz strălucitor. Colorația provine de la pigmenții carotenoizi din organismele care trăiesc în zonele lor de hrănire. Secrețiile glandei uropigiale conțin și carotenoizi. În timpul sezonului de reproducere, culoarea roz devine și mai aprinsă.
Durata de viață tipică în captivitate, conform Grădinii Zoologice din Basel, este de peste 60 de ani. În sălbăticie, durata medie de viață este de 30 – 40 de ani.

## Distribuție
Se găsește în anumite părți ale Africii, Asia de Sud (Bangladesh și regiunile de coastă din Pakistan, India și Sri Lanka), Orientul Mijlociu (Bahrain, Cipru, Irak, Iran, Oman, Israel, Kuweit, Liban, Qatar și Emiratele Arabe Unite) și sudul Europei (Albania, Bulgaria, Grecia, Italia, Muntenegru, Macedonia de Nord, Portugalia, Spania, Turcia și sudul Franței).
Cel mai nordic loc de reproducere este Zwillbrocker Venn din vestul Germaniei, aproape de granița cu Țările de Jos. În Gujarat, un stat al Indiei, flamingii pot fi observați la Sanctuarul de păsări Nal Sarovar, Sanctuarul de păsări Khijadiya, Orașul Flamingo și în Sanctuarul de păsări Thol. Ei rămân acolo pe tot parcursul sezonului de iarnă.

## Galerie

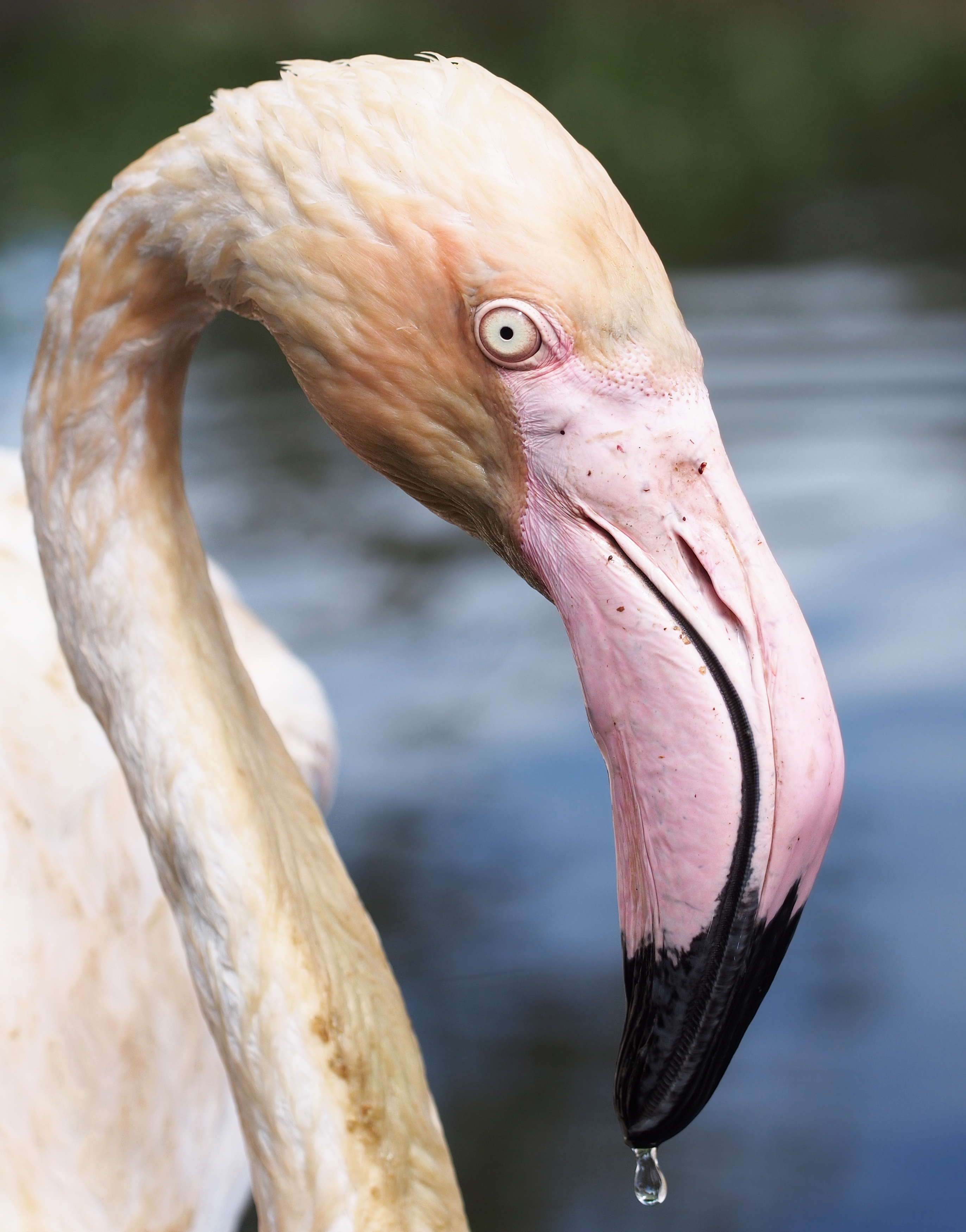
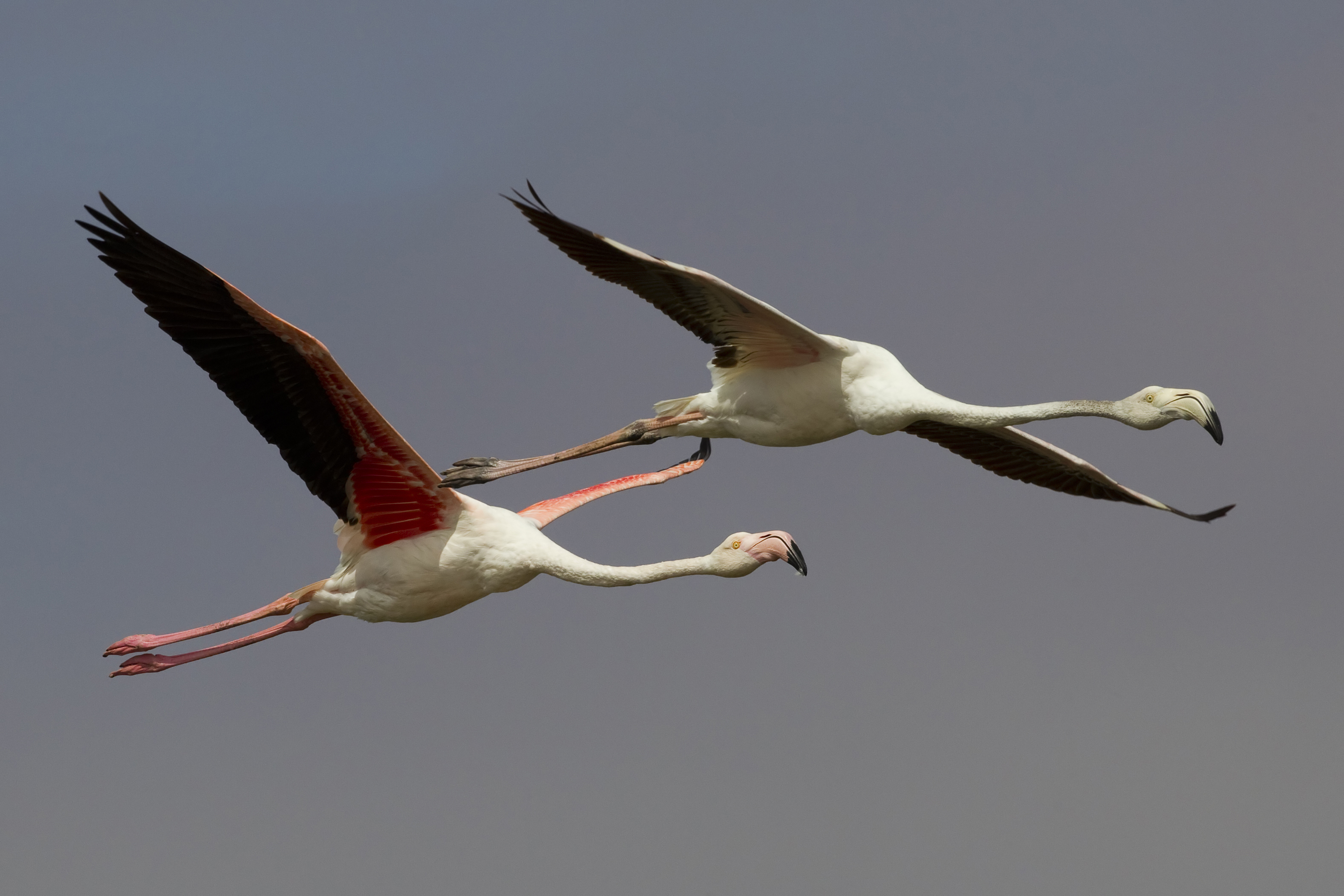
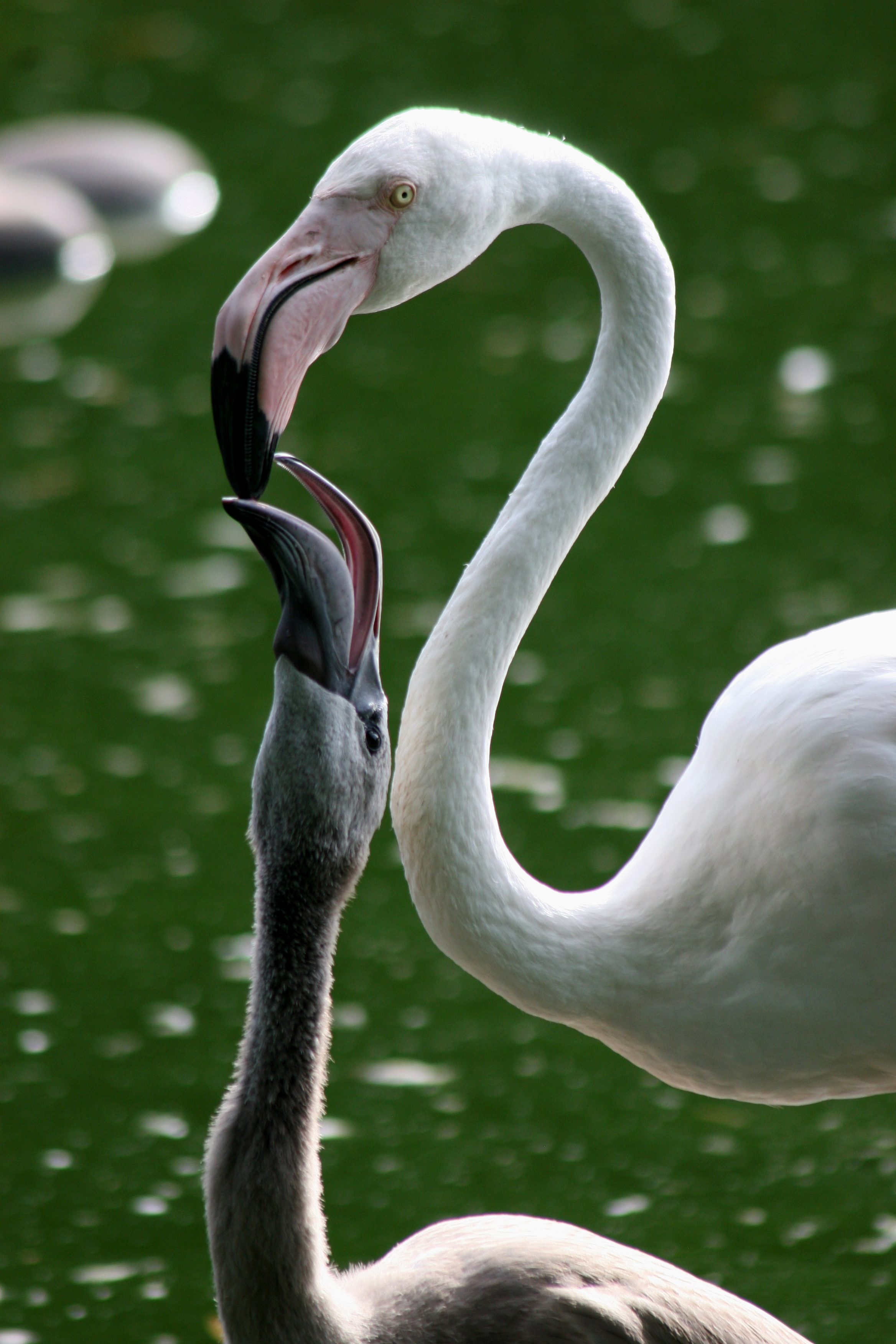
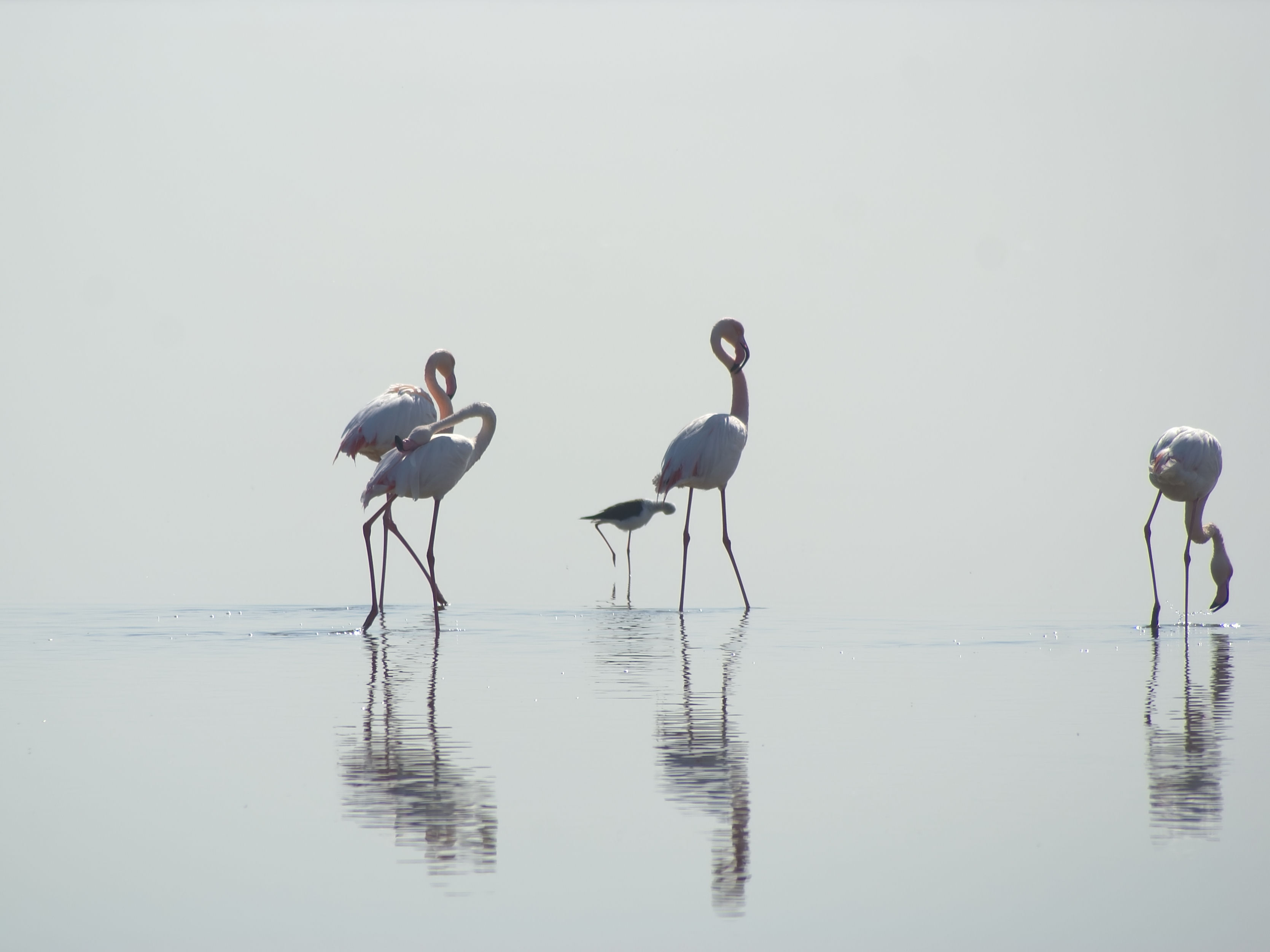
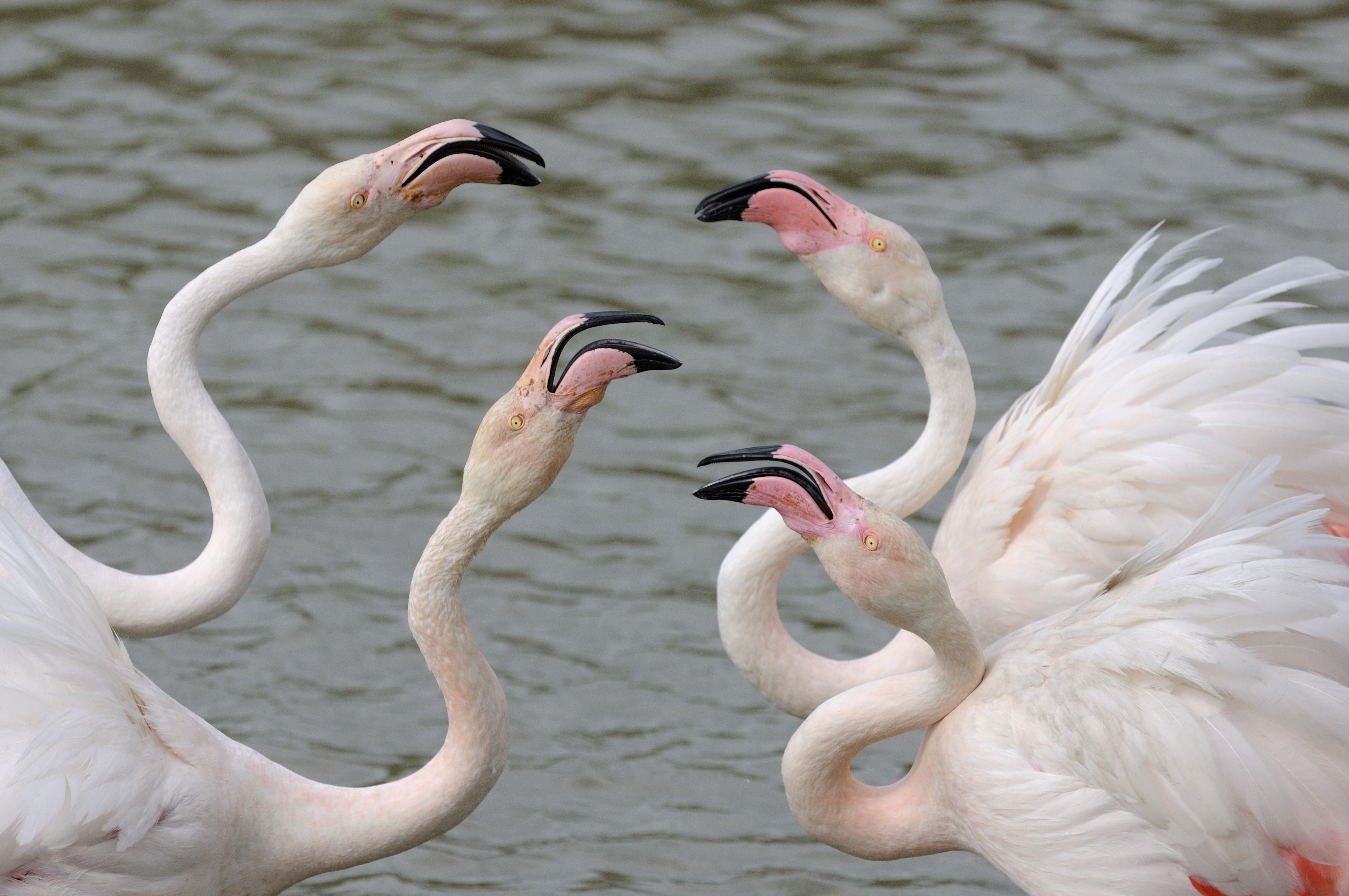
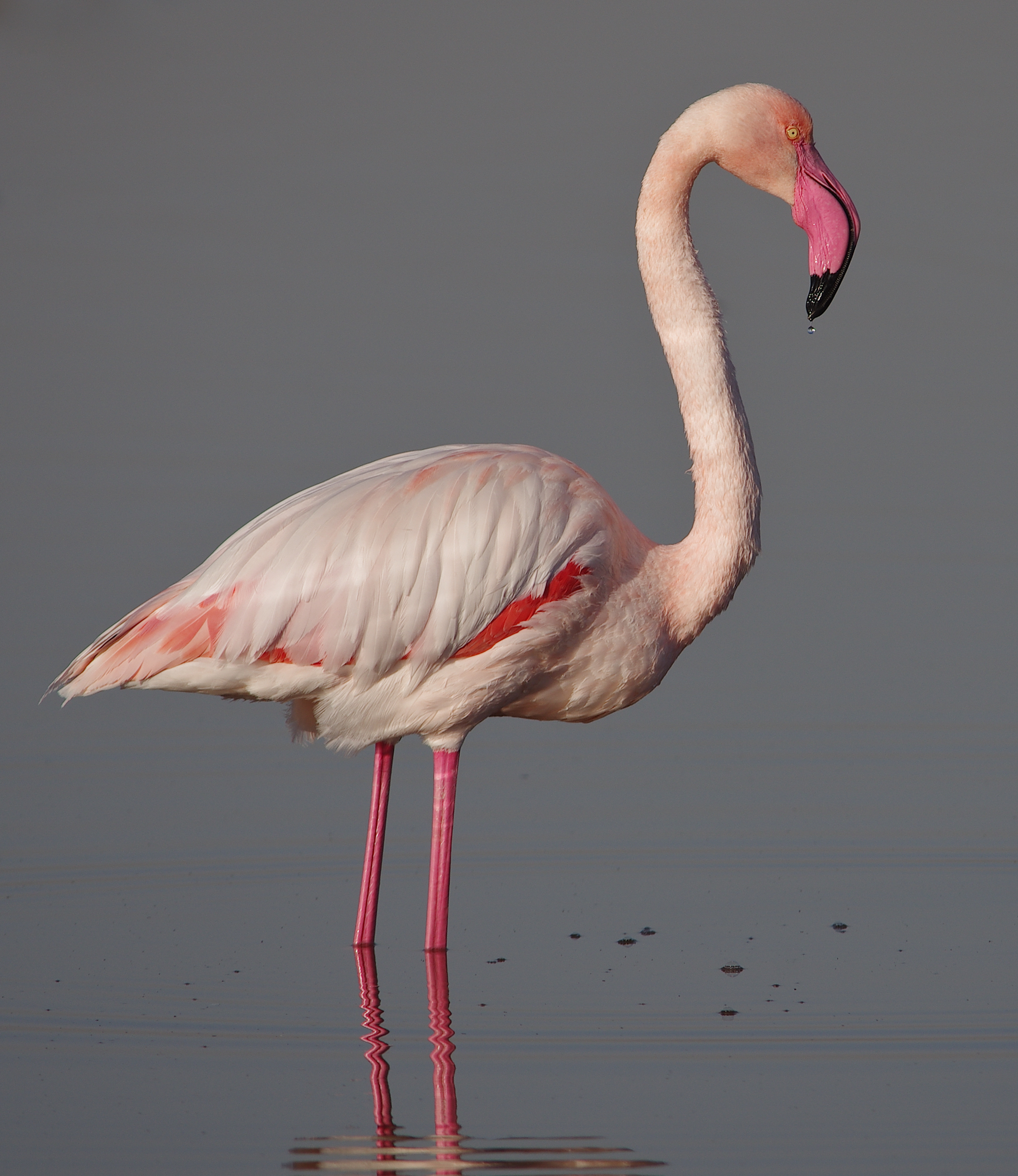
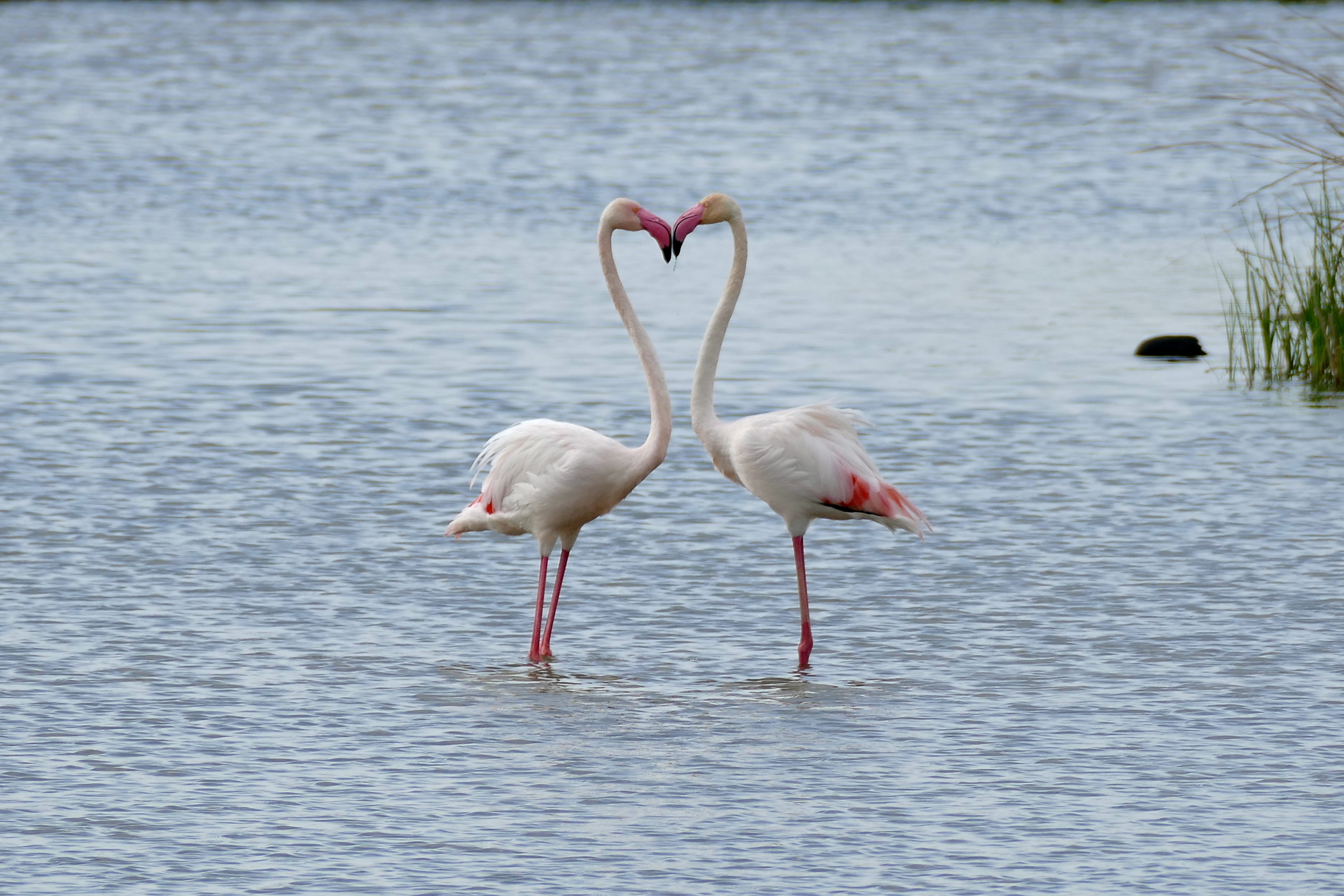